# ليكاونيا

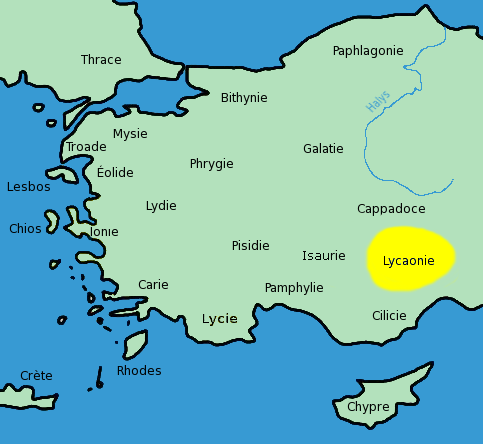
موقع ليكاونيا (بالأصفر)

ليكاونيا (باليونانية: Λυκαονία)‏ في الجغرافيا القديمة هي منطقة كبيرة في داخل آسيا الصغرى.

## الموقع
تقع ليكاونيا شمال جبال طوروس، وتحيط بها كابادوكيا من الشرق، وغلاطية من الشمال، وفريحيا وبيسيديا من الغرب، بينما تحدها في الجنوب جبال طوروس الممتدة، حيث جاورتها المنطقة المعروفة باسم قيليقية التراخية، وإيساوريا في الفترة البيزنطية؛ إلا أن حدودها كانت متفاوتة في الأزمنة المختلفة. لم تُذكر ليكاونيا في كتابات هيرودوتس، ولكنها ذُكرت من قبل كسينوفون حيث عبرها قورش الأصغر خلال تقدمه عبر آسيا. ويصف كسينوفون مدينة إيكونيوم (قونية) بأنها آخر مدينة في فريحيا؛ وفي سفر الأعمال يترك بولس الطرسوسي مدينة إيكونيوم وعبر الحدود إلى ليسترا في ليكاونيا. أما بطليموس فيدرج ليكاونيا كجزء من محافظة كابادوكيا، وهو ما فعله أيضا الرومان لأغراض لإدارية؛ لكن المنطقتين اعتبرتا منفصلتين من قبل سترابون وكسينوفون وأغلب المصادر القديمة.

## الجغرافيا
وصف سترابون إقليم ليكاونيا بأنها منطقة باردة من السهول المرتفعة، توفر المرعى للحمير البرية والخراف؛ وتكثر الخراف في المنطقة في الوقت الحاضر، لكن الحمير البرية مختفية تقريبا. كان الإقليم تحت سيطرة أمينتاس ملك غلاطية، والذي أبقى هناك ما لا يقل عن ثلاثمائة جندي. تشكل المنطقة جزءا من الهضبة الداخلية لآسيا الصغرى، وترتفع أكثر من 3000 قدم (900 متر) عن سطح البحر. يعاني الإقليم من قلة الماء، وفي بعض الأجزاء تزداد الملوحة في التربة، وبهذا فالجزء الشمالي الممتد من إيكونيوم إلى بحيرة تاتا المالحة وحدود غلاطية هو قاحل بالكامل تقريبا، مع رقع صغيرة صالحة للزراعة قرب إيكونيوم والقرى الكبيرة. وفي الأزمنة القديمة تم الاهتمام بتخزين الماء وتوزيعه، وبهذا فالعديد من الأراضي القاحلة الآن كانت مزروعة سابقا وأمدت عددا كبيرا من المدن.
تقطع هذا السهل سلاسل صغيرة من الجبال، وأغلبها بركاني في خصائصه، مثل جبل قره داغ في الجنوب، والذي يقع شمال كارامان، ويرتفع 7000 قدم (2100 متر) فوق سطح البحر، وهناك جبل كاراجا داغ في الشمال الشرقي والأقل من سابقه في الارتفاع، يقع ضمن سلسلة من المخاريط البركانية. والجبال في المنطقة الشمالية الغربية، قرب إيكونيوم ولاوديكيا، تقع عند نهاية سلسلة جبال سلطان داغ، التي تعبر أغلب إقليم فريحيا.

## التاريخ
يظهر أن أهل ليكاونيا تمتعوا بدرجة كبيرة من الاستقلال من حكم الإمبراطورية الفارسية، ومثل جيرانهم الإيساوريين فقد كانوا شعبا همجيا ودون قوانين ويمتهنون قطع الطرق؛ إلا أن بلادهم كانت تقطعها إحدى أهم الطرق الطبيعية في آسيا الصغرى من سارديس وإفسوس إلى البوابات القيليقية، ونشأت بضع بلدات كبيرة على طول هذا الخط أو قربه. أهمها كانت مدينة إيكونيوم في أخصب بقاع المنطقة، والتي اعتبرها الرومان عاصمة الإقليم، رغم أن سكانها كانوا من العرق الفريجي. أصبح اسمها لاحقا قونية، وكانت عاصمة دولة سلاجقة الروم لعدة قرون. تقع لاوديكيا (لاديك) إلى الشمال عند حدود فريحيا، وكانت تسمى أيضا كومبوستا لتمييزها عن المدينة الفريجية بنفس الاسم؛ وفي الجنوب تقع لاراندا قرب سفح جبل طوروس، وهي تسمى الآن كرامان، التي أعطت اسمها لمحافظة كرمانية. وكذلك كانت مدينتا ديربي وليسترا مدنا كبيرة، وذكرتا في سفر أعمال الرسل، وتقعان بين إيكونيوم ولاراندا. وكانت هناك عدة بلدات أخرى، والتي أصبحت أسقفيات في العهد البيزنطي. تنصرت ليكاونيا في أوائل العهد المسيحي؛ وتم تنظيم نظامها الإكليروسي في شكله النهائي خلال القرن الرابع قبل أي منطقة أخرى في آسيا الصغرى.
بعد هزيمة أنطيوخس الكبير، قام الرومان بمنح ليكاونيا إلى يومينس الثاني ملك بيرغاموم. وتم ضمها إلى غلاطية حوالي العام 160 قبل الميلاد، وكان ذلك الجزء يدعى "حكومة ليكاونيا الرباعية"؛ وفي عام 129 قبل الميلاد تم منح النصف الشرقي (عادة ما يسمى ليكاونيا بروبر) إلى كابادوكيا كإحدى مقاطعاتها الأحد عشر. قام بومبي بتعديل المحافظات عام 64 قبل الميلاد بعد الحروب الميثراداتية، وأعطى الجزء الشمالي من الحكومة الرباعية إلى غلاطية والجزء الشرقي إلى كابادوكيا. ودُمجت البقية مع قيليقية. تغيرت إدارتها وحدودها عدة مرات خلال العهد الروماني، وفي عام 371 ميلادي، تم إنشاء ليكاونيا كمحافظة منفصلة لأول مرة. وشكلت زمن الدولة العثمانية جزءا من ولاية قونية.
يظهر أن الليكاونيين احتفظوا باستقلالهم في زمن سترابون، لكن صلاتهم العرقية مجهولة. ذُكرت اللغة الليكاونية في سفر أعمال الرسل، ما يُظهر بأن اللغة الأصلية كانت موجودة بين عامة الشعب في ليسترا حوالي العام 50 ميلادي؛ ومن المحتمل أن اللغة اليونانية أخذت مكانها لاحقا تحت تأثير المسيحية.